# Тухорське кладовище
Тухорське кладовище (в. -луж. Tuchorski kěrchow; нім. Taucherfriedhof) — кладовище, історичний некрополь, що знаходиться в старій частині міста Баутцен, Німеччина. Найбільше міське кладовище. Є історичною і культурною пам'яткою історії лужицького народу.
Перше поховання на території сучасного некрополя було зроблене в 1523 році. Своє найменування отримало від Тухорської каплиці, що знаходиться в однойменному лісі. Каплиця була побудована за рішенням міської ради на початку XVI століття близько серболужицького села Горні-Вуїзд. У XIX столітті територія некрополя була розширена.
В даний час площа некрополя становить 7,9 гектарів і налічує близько п'яти тисяч поховань. На некрополі поховані близько чотирьохсот відомих представників лужицької народу.

## Поховання відомих людей
- Арношт Мука (1854—1932) — серболужицький педагог, громадський діяч і славіст. Засновник Серболужицького музею.
- Юрій Веля (1892—1969) — лужицький письменник і и педагог.
- Ян Радисерб-Веля (1822—1907) — серболужицький поет, письменник, журналіст, громадський діяч.
- Детлеф Кобеля (1944—2018) — серболужицький композитор і музикознавець.
- Петр Ма́лінк (1931—1984) — лужицкий письменник, літературный критик, педагог, перекладач і драматург.
- Лю́біна Го́ланець-Ра́упова (1927—1964) — серболужицька органістка.
- Ян Рауп (1928—2007) — лужицький композитор та історик серболужицької музики. Лауреат премії імені Якуба Цішинського.
- Божидар Добруцький (1893—1957) — лютеранський священник, лужицький письменник і громадський діяч.
- Марчін Каспер (1929—2011) — серболужицький історик-сорабіст, громадський діяч, директор Серболужицького інституту і головний редактор наукового журналу «Lětopis».
- Па́вол Фьолькель (1931—1997) — лужицький письменник, видавець, перекладач і вчений-славіст.

## Галерея

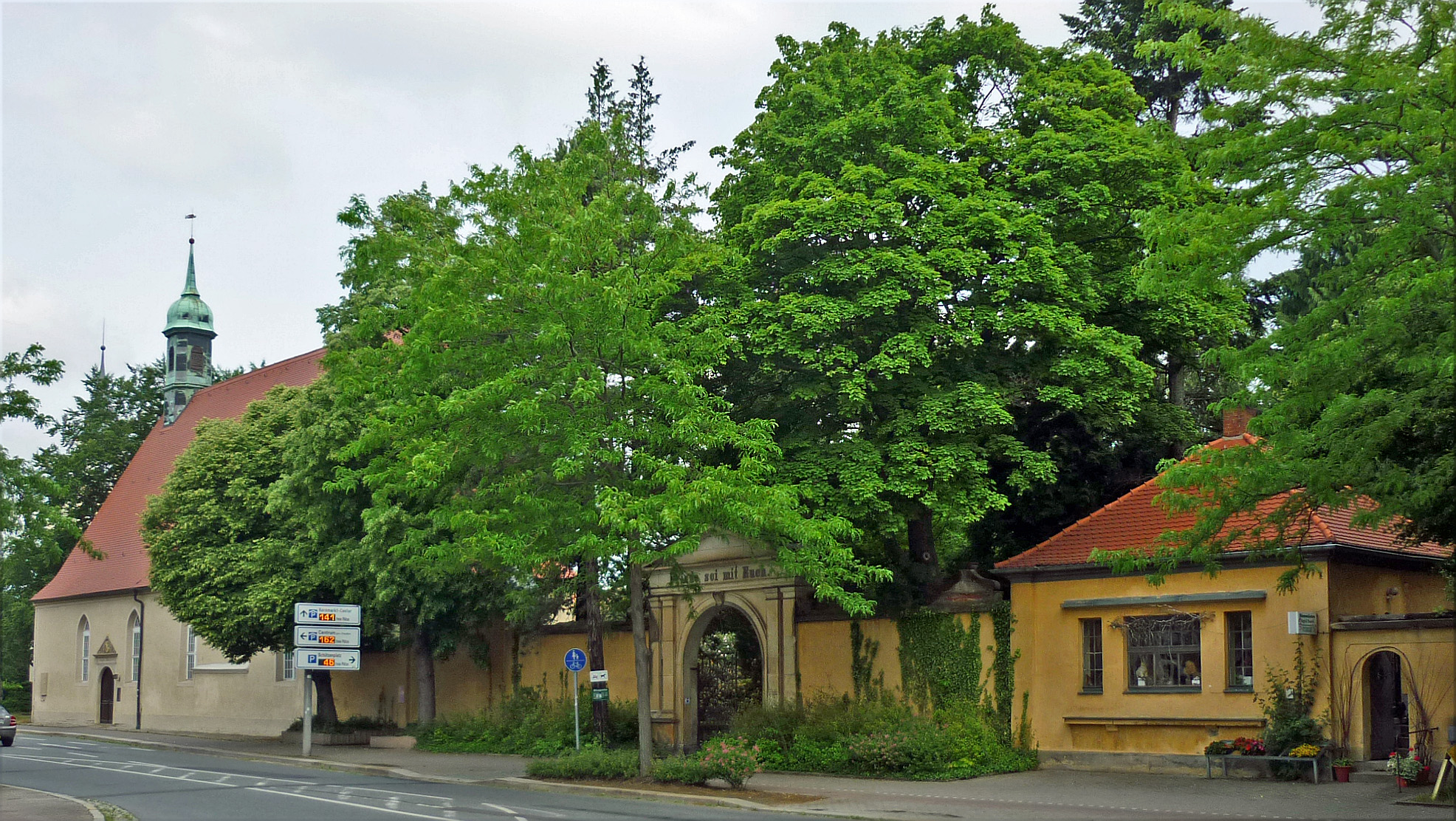
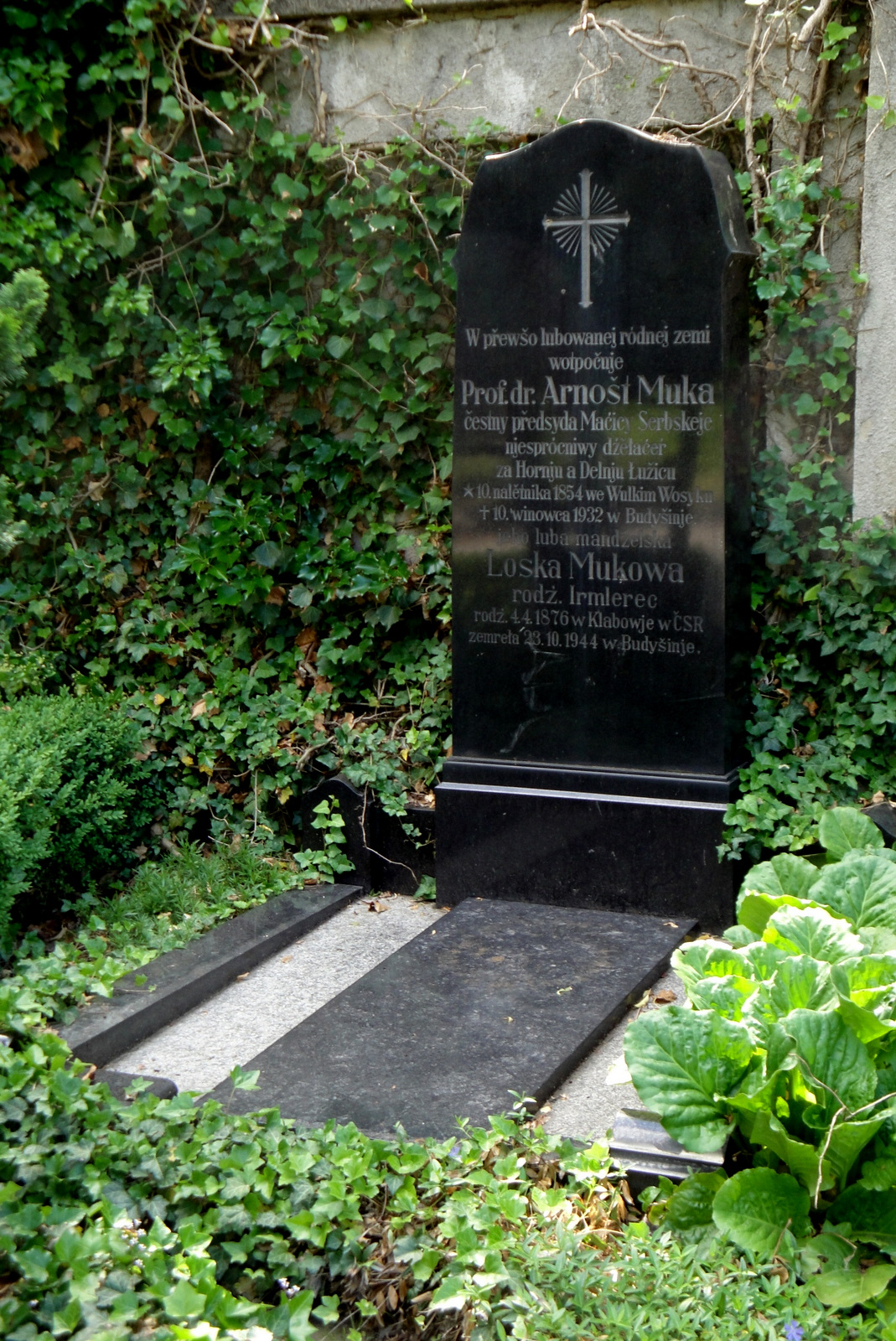
Могила Арношта Мука
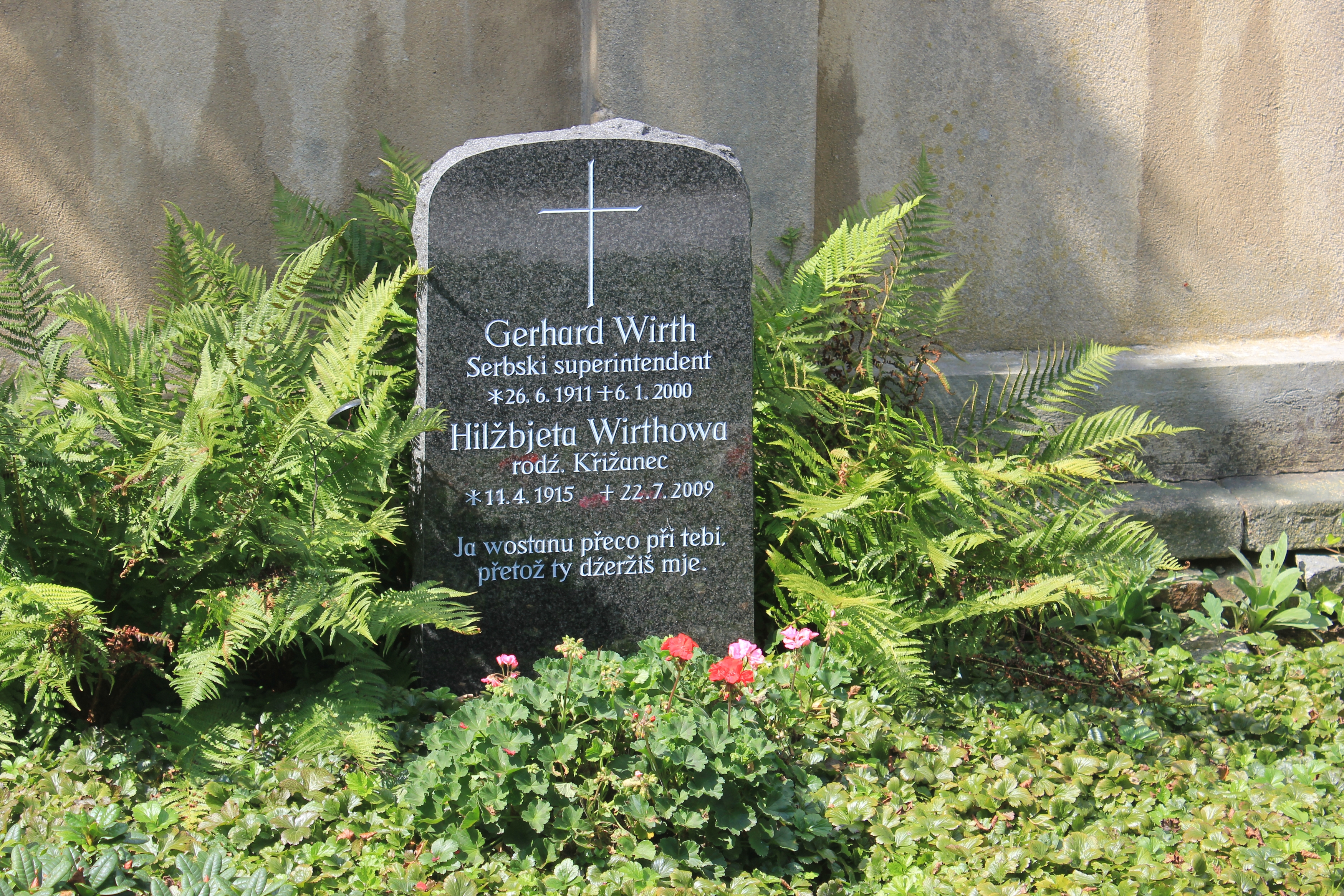
Могила Герата Вірта
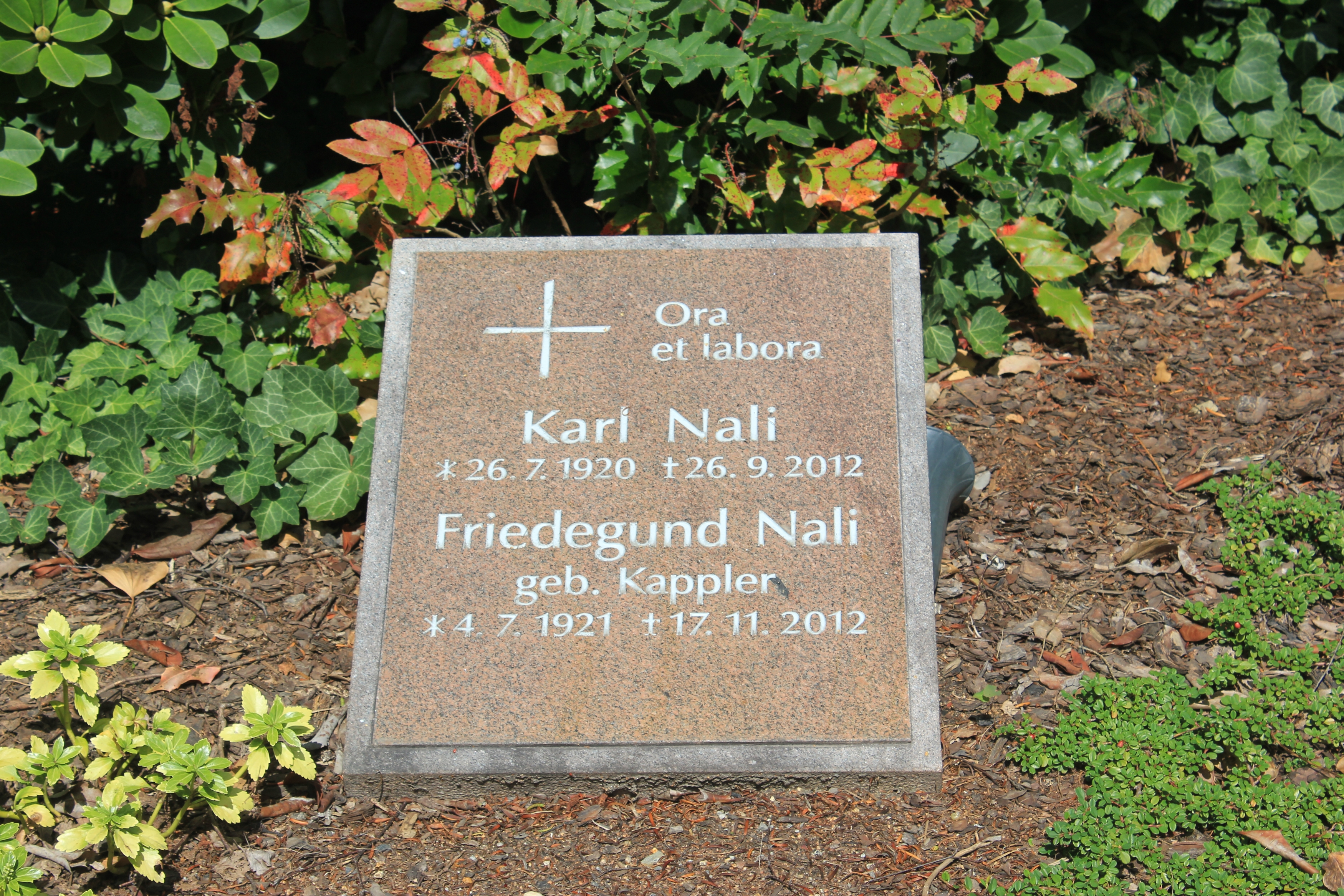
Могила Карла Налі
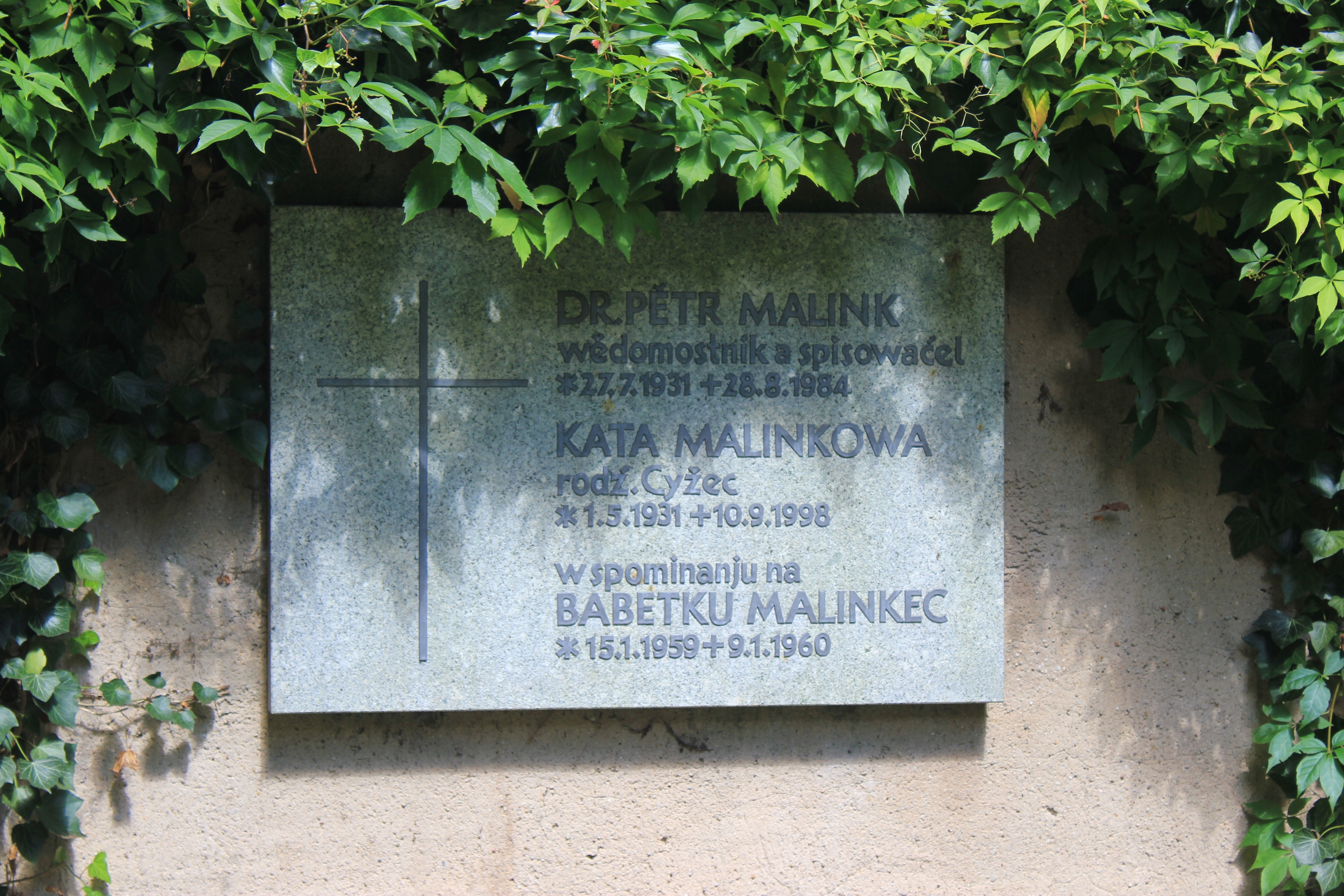
Могила Петра Ма́лінка
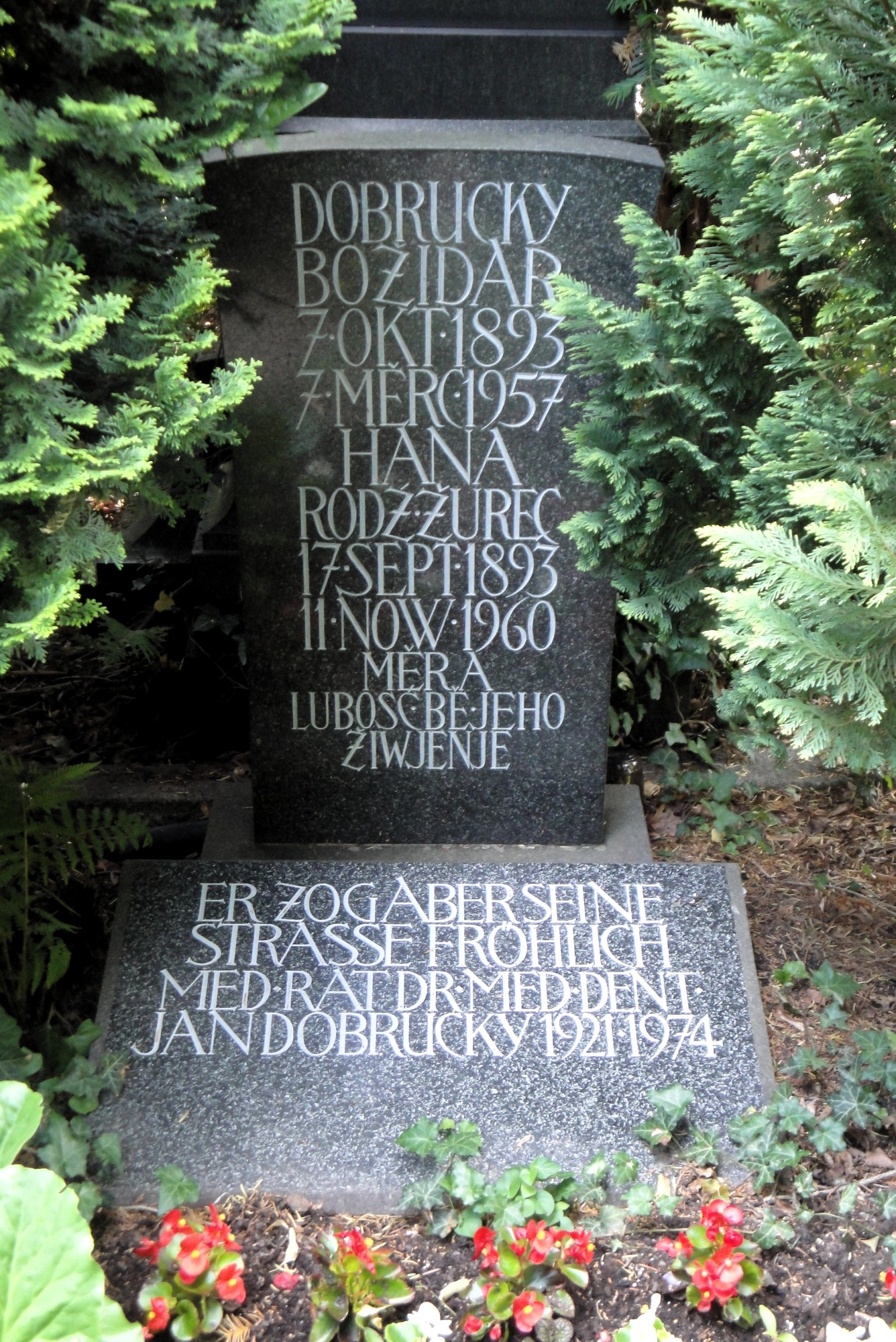
Могила Божидара Добруцького
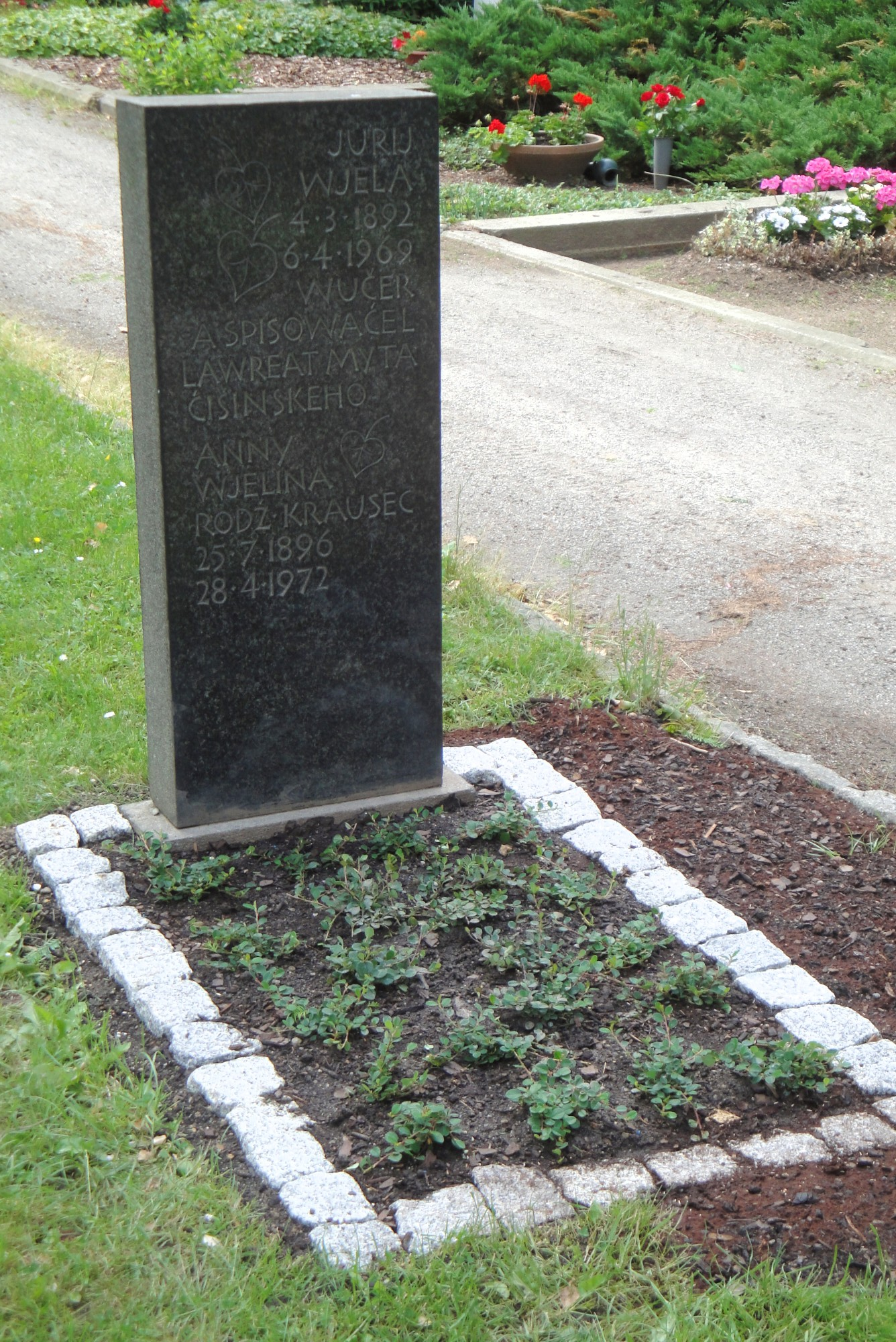
Могила Юрія Веля
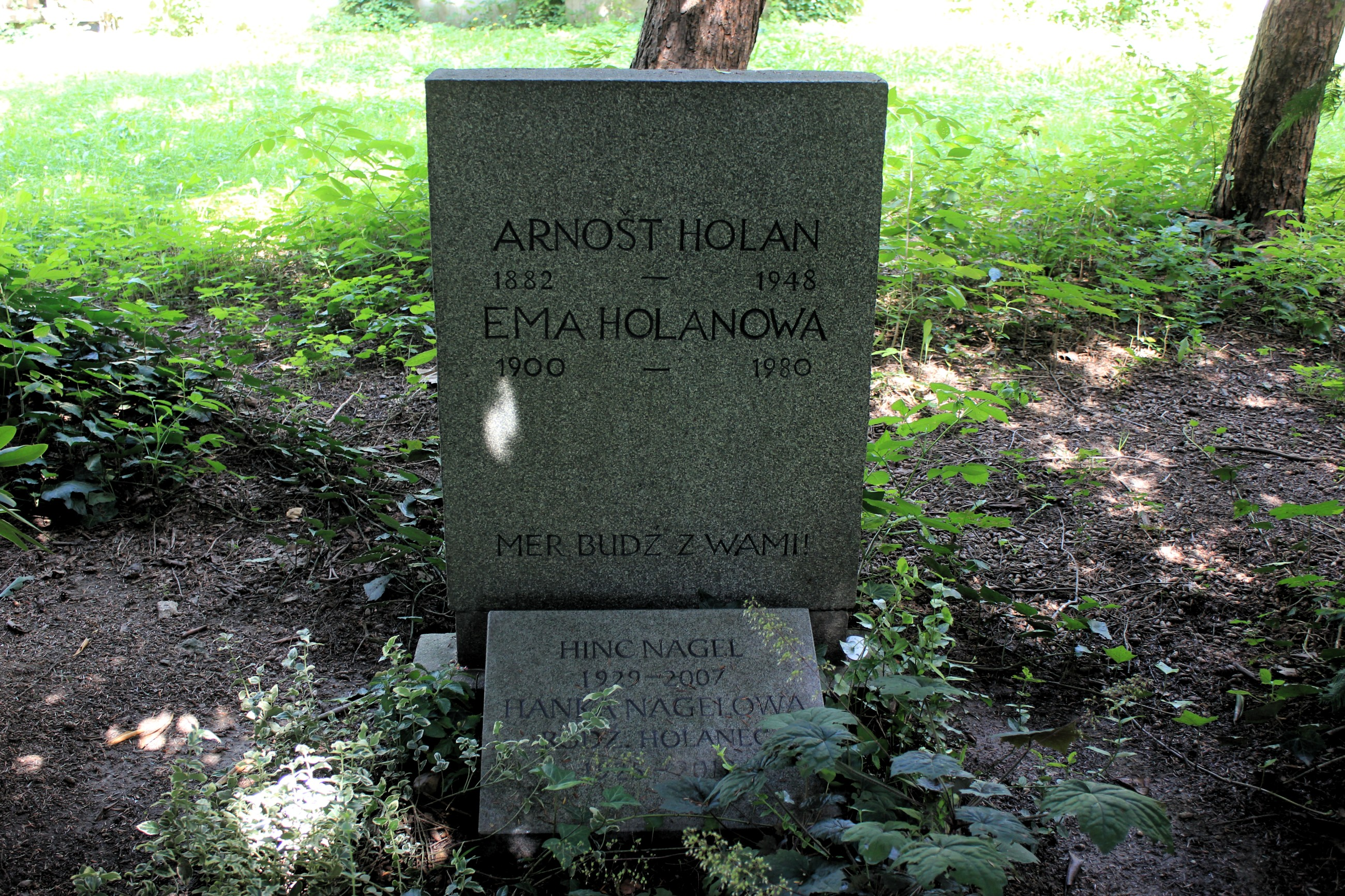
Могила Арношта Холана
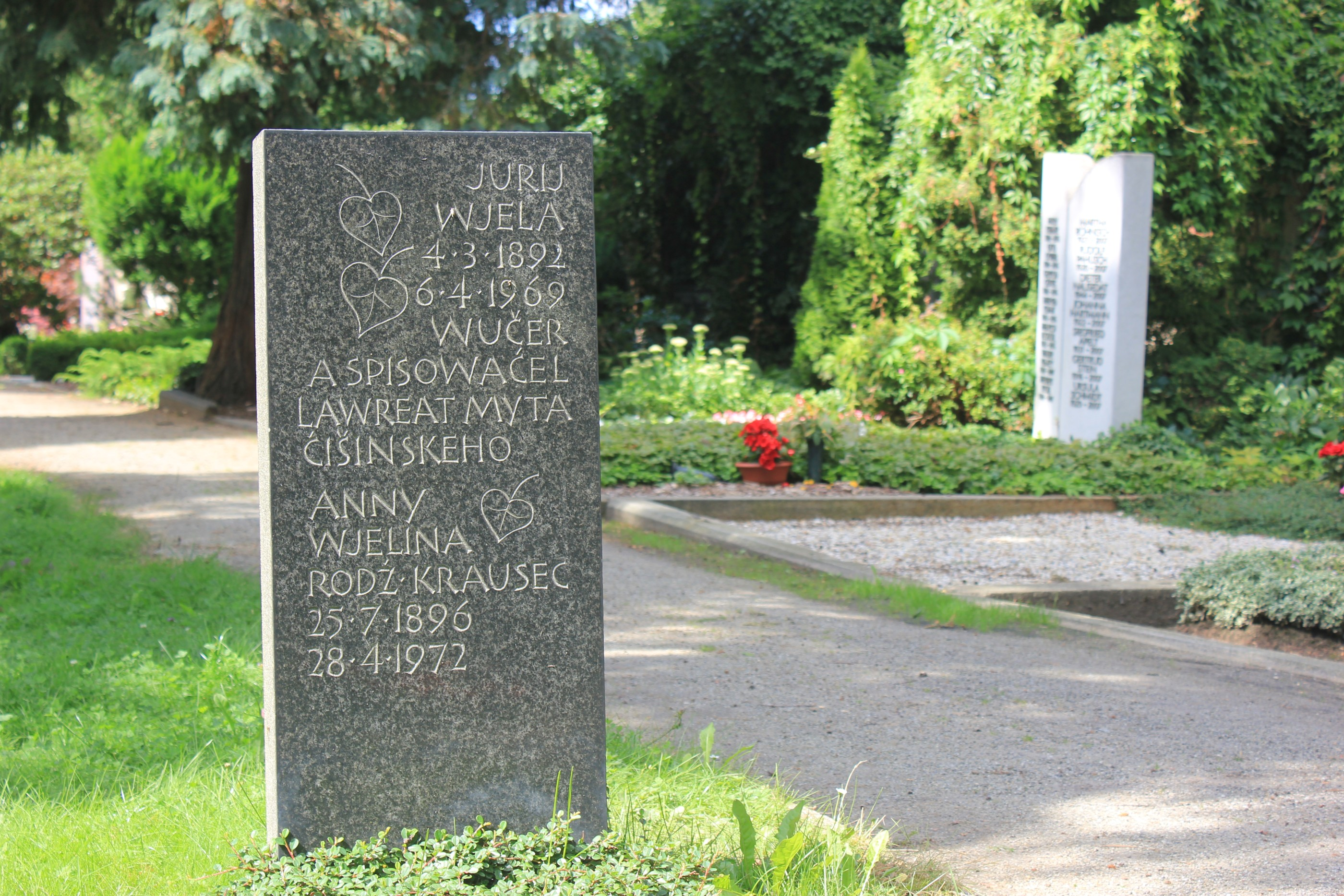
Могила Юрія Веля
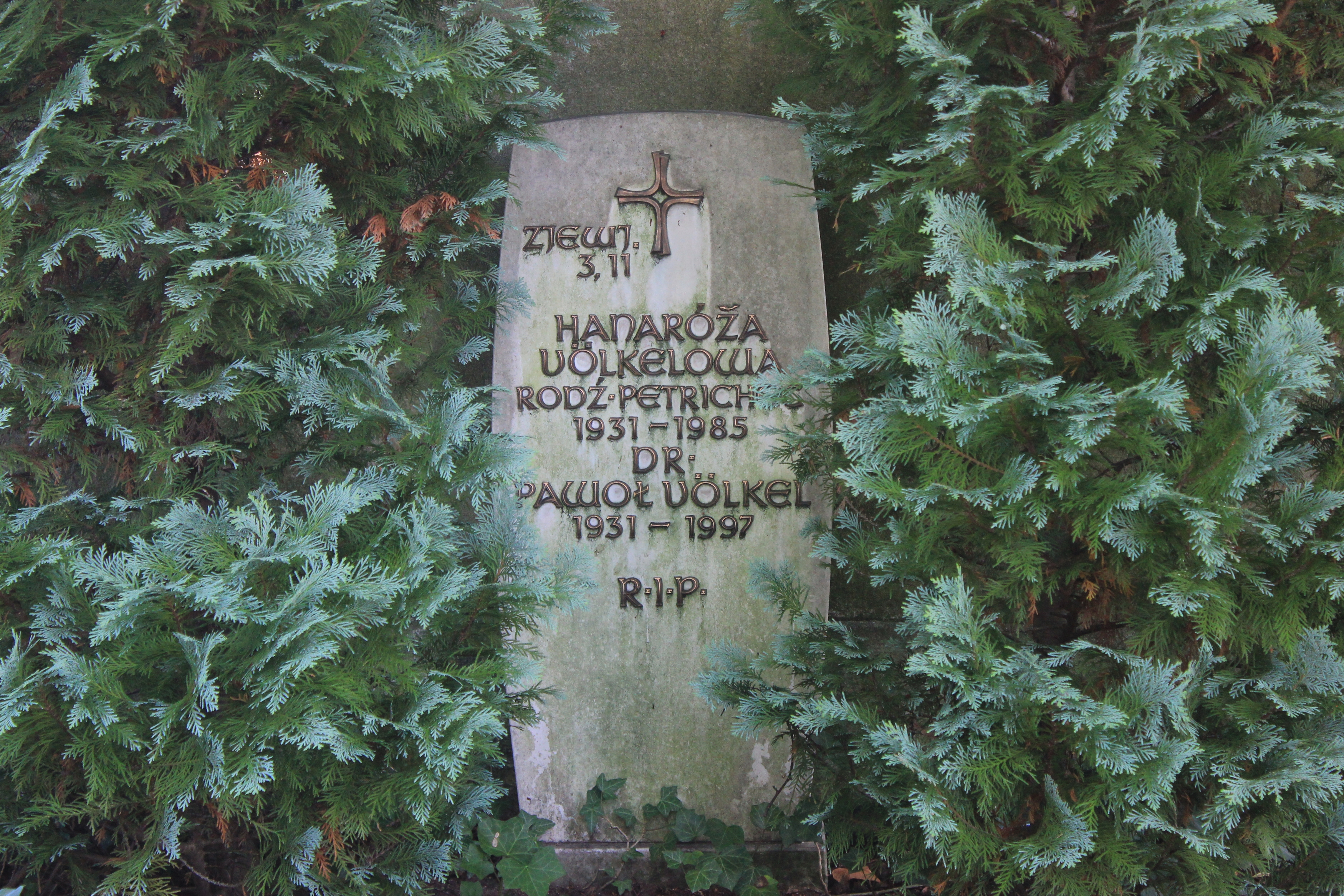
Могила Па́вола Фьолькеля

## Див також
Кладовище Святого Миколая (Баутцен)